# Колпакова, Светлана Николаевна
Светлана Николаевна Колпакова (род. 30 марта 1985, Москва, СССР) — российская актриса театра и кино.

## Биография
Родилась 30 марта 1985 года в Москве. В 2001 году поступила и в 2005 году окончила Высшее театральное училище имени Б. В. Щукина (курс М. Борисова). Играла в дипломных спектаклях «Доходное место» А. Островского, «Двенадцатая ночь» У. Шекспира, «Белые ночи» Ф. Достоевского, «Принцесса Грёза» Э. Ростана, «В этом милом старом доме» А. Арбузова. После окончания училища была принята в труппу МХТ имени Чехова. Дебют — спектакль «Река с быстрым течением». В 2010 году — лауреатка молодёжной премии «Триумф».

## Личная жизнь
8 июня 2019 года родила сына Андрея. 

## Творчество

### Театр

#### МХТ имени Чехова
- «Река с быстрым течением» В. Маканина (реж. М. Брусникина) — Ключарёва
- «Обломов» М. Угарова (реж. А. Галибин, ввод) — Ольга Ильинская
- «С любимыми не расставайтесь» А. Володина (реж. В. Рыжаков) — Керилашвили
- «Тартюф» Ж. -Б. Мольера (реж. Н. Чусова, 2004, ввод) — монашка
- «Ундина» Ж. Жироду (реж. Н. Скорик, ввод) — русалка / придворная дама
- «Примадонны» К. Людвига (реж. Е. Писарев, 2006) — Одри
- «Двенадцать картин из жизни художника» Ю. Купера (реж. В. Петров, 2007) — ночной сторож
- «Конёк-Горбунок» братьев Пресняковых по П. Ершову (реж. Е. Писарев, 2008) — кобылица / простая девушка / царь-девица
- «Белый кролик» М. Чейз (реж. Е. Каменькович, 2008) — Мирта
- «Пиквикский клуб» Ч. Диккенса (реж. Е. Писарев, 2009) — Мери
- «Женитьба» Н. Гоголя (реж. И. Золотовицкий, 2010) — Агафья Тихоновна
- «Зойкина квартира» М. Булгакова (реж. К. Серебренников, 2012) — Мымра
- «Идеальный муж». Комедия по мотивам произведений О. Уайльда (реж. К. Богомолов, 2013) — Ольга
- «Карамазовы» по мотивам романа Ф. Достоевского (реж. К. Богомолов, 2013) — отец Феофан

#### Московский театр-студия под руководством Олега Табакова
- «Последние» М. Горького (реж. А. Шапиро) — Надежда
- «Старший сын» А. Вампилова (реж. К. Богомолов) — Нина Андреевна Сарафанова
- «Чайка. Новая версия» А. Чехова (реж. К. Богомолов, 2014) — Нина Заречная

### Фильмография
- 2006 — Важнее, чем любовь (четыре серии, по мотивам новелл Виктории Токаревой) — Юля
- 2006 — 2010 — Закон и порядок: Отдел оперативных расследований — адвокат (в титрах не указана)
- 2007 — Диверсант 2: Конец войны — жена Артёменко
- 2008 — Я вернусь — Паня
- 2010 — Дело Крапивиных
- 2010 — 2011 — Всё к лучшему — Маруся Зубарева
- 2011 — Лучшее лето нашей жизни — Лена
- 2012 — Майский дождь — Люся [3]
- 2012 — Новогодняя жена — Марина, подруга Даши
- 2013 — Оттепель — Надя, жена Кривицкого
- 2013 — Любовь на четырёх колёсах — Валя
- 2013 — Проверка на любовь — Елена, подруга Нади
- 2013 — Сын отца народов — Любовь Ефремовна Суздалева [3]
- 2014 — Карнавал по-нашему — Александра, сестра Оксаны
- 2014 — Обнимая небо (телесериал) — Алевтина Котова, мама Вани Котова
- 2014 — Две зимы и три лета — Дунярка
- 2015 — Город — Марта (Глафира)
- 2015 — Тайны города Эн — Анна Волчек, следователь
- 2015 — 2017 — Мамочки — Юлия Ильинична Мельникова, журналистка из женского журнала «КабLook»
- 2016 — Женский детектив —
- 2017 — Не вместе — Люда Хоробрых
- 2017 — 2018 — Золотая Орда — княгиня Радмила
- 2017 — Отчий берег — Дарья Морозова
- 2017 — Как извести любовницу за 7 дней — Аня
- 2017 — Ночь после выпуска — Вероника
- 2017 — Стандарты красоты — Катерина
- 2017 — Стандарты красоты. Новая любовь — Катерина
- 2017 — Последний богатырь — омолодившаяся Баба-Яга
- 2017 — Доктор Рихтер — Елена Ивановна
- 2018 — Клуб обманутых жён — Иза
- 2018 — На обрыве — Марина Крапивина
- 2018 — Гаражный папа — Нина Шведова
- 2018 — Операция «Сатана» — Раиса
- 2018 — Дневник новой русской — Ирина
- 2019 — Кассирши — Ирина
- 2019 — Заклятые друзья — Татьяна
- 2019 —  Плачу с вами — главная
- 2019 — Война семей — Татьяна
- 2019 —  Предок — Екатерина
- 2019 —  Русское Краткое: Победители Кинотавра — актриса
- 2020 — 2024 — Шифр — Владлена Юрьевна Ковалёва
- 2020 — Комета Галлея — Лукина
- 2021 — 2025 — Ивановы-Ивановы — Нина Анатольевна Милованова (затем — Иванова) (пятый—восьмой сезоны, фильм), соседка Бориса Иванова, председатель посёлка, цветовод. С 95 серии — возлюбленная Бориса, с шестого сезона — его жена. Мать Василисы и Павла
- 2021 — Ключ от всех дверей
- 2022 — Художник — Галина Клементьева
- 2022 — Алла-такси — Алла
- 2022 — Ча-ча-ча — Марина
- 2023 — Камера, мотор! — Элла
- 2023 — 2024  — Плакса — мама Кристины
- 2023 — Скрытые мотивы — Нина
- 2024 — Аллигатор
- 2024 — Подслушано в Рыбинске — Юля, жена Юры

## Награды
- Благодарность Президента Российской Федерации (26 октября 2023 года) — за заслуги в развитии отечественной культуры и искусства, многолетнюю плодотворную деятельность.[4]